# Makarvalli, Hangal
Makarvalli là một làng thuộc tehsil Hangal, huyện Haveri, bang Karnataka, Ấn Độ.